# Autochloris suffumata
Autochloris suffumata är en fjärilsart som beskrevs av Max Wilhelm Karl Draudt 1915. Autochloris suffumata ingår i släktet Autochloris och familjen björnspinnare. Inga underarter finns listade i Catalogue of Life.